# Pseudometopia irenae
Pseudometopia irenae är en insektsart som beskrevs av Young 1968. Pseudometopia irenae ingår i släktet Pseudometopia och familjen dvärgstritar. Inga underarter finns listade i Catalogue of Life.